# 帖木儿·忽格鲁特
帖木儿·忽格鲁特（Temur Qutlugh，？—1399年），金帐汗国可汗，帖木儿·灭里（Timur-Malik）之子。兀鲁斯汗的族侄脱脱迷失登上了汗位，帖木儿·忽格鲁特不满。在脱脱迷失和帖木儿的斗争中，帖木儿·忽格鲁特和也迪古（Edigu）充当帖木儿的助手。1395年，帖木儿在昆都尔察河谷大败脱脱迷失，帖木儿立帖木儿·忽都鲁特取代脱脱迷失。帖木儿·忽都鲁特并不是帖木儿的傀儡，他积极恢复金帐汗国的势力，1399年，脱脱迷失与帖木儿·忽都鲁特及额地该战于沃尔斯克拉河（今乌克兰境内），脱脱迷失战败，但不久后帖木儿·忽都鲁特被脱脱迷失的儿子所害。
| 前任： 脱脱迷失 | 金帐汗国君主 1395年—1399年 | 繼任： 沙迪别汗 |